# Krajská nemocnice Tomáše Bati (Zlín-Malenovice)
Nová Krajská nemocnice Tomáše Bati ve Zlíně-Malenovicích, která měla nahradit současnou zlínskou nemocnici na Havlíčkově nábřeží a měla být podle původních plánů otevřena v roce 2025. Nová nemocnice měla splňovat nejmodernější medicínské standardy a nabídnout asi 920 lůžek. Její výstavbu nečekaně schválili v polovině prosince 2019 krajští zastupitelé.
Krajští zastupitelů se však spíše přiklánějí k přestavbě současné nemocnice.

## Náklady výstavby
Výstavba nové nemocnice by měla být levnější než přestavba; měla by vyjít na 7,5 – 8 miliard Kč, zatímco přestavba na 10 miliard Kč.. Stavba by měla být financována z vlastních zdrojů Zlínského kraje, dále z úvěrů komerčních bank a Evropské investiční banky, případně vládních dotací.
Nová nemocnice by měla vzniknout za šest let, aniž negativně ovlivní prostředí pro pacienty i lékaře; naopak přestavba by mohla trvat až 12 let a ještě by stavebním ruchem narušovala provoz současné nemocnice.

## Nemocnice 21. století
Zastánci výstavby nové nemocnice argumentovali také tím, že ani po přestavbě by původní nemocnice nemohla dosáhnout takových standardů kvality jako nemocnice nová. Dnešní areál zahrnuje více než 20 budov, z nichž některé jsou od sebe vzdálené téměř kilometr. Lůžka se nacházejí v 15 budovách, operační sály jsou na čtyřech místech. Pacienti jsou přepravováni mezi budovami desítky až stovky metrů.
„Nová nemocnice by měla být monoblokem, kde se budou soustředit všechny akutní obory. Ten nabízí kratší vzdálenosti, lépe se dá organizovat logistika, je to pro pacienta jednoznačně příjemnější, mohou se k němu lépe scházet odborníci z více oborů, což v případě Baťovy nemocnice je obvyklé... Prostor současné nemocnice je uzavřený prudkým svahem, řekou a cestou, nemáme se kam rozvíjet a v případě rekonstrukce bychom museli složitě bourat,“ řekl Radomír Maráček, ředitel Krajské nemocnice T. Bati.
Nová nemocnice by měla být výborně dopravně dostupná - zhruba kilometr od ní vede dálnice D55. Malenovická Třída 3. května bude posílena o odbočovací pruhy, jak ze směru od Zlína, tak od Otrokovic. Nachází se zde autobusová i vlaková zastávka, na trati Otrokovice–Vizovice. Pro dopravu nemocných v kritickém stavu bude sloužit heliport. Projekt počítá s výstavbou parkovacích domů s kapacitou více než 1500 míst. 
Nová nemocnice by měla nabídnout asi 920 lůžek, současná jich má 950. Po zrušení staré nemocnice se počítá s přechodem lékařů a sester do nové. Přemístit by se měla také zdravotnická technika. Stěhovat se nebudou velká zařízení, která jsou vestavěna do staré nemocnice; místo nich budou zakoupena nová. Kompletní přesun nemocnice by měl trvat 3–5 měsíců.